# Hortense Ferne
Hortense T. Ferne (1885–1976) foi uma artista americana. O seu trabalho encontra-se incluído nas colecções do Smithsonian American Art Museum, do Nelson-Atkins Museum of Art, do Philadelphia Museum of Art, do Chrysler Museum of Art, do Mattatuck Museum e do Metropolitan Museum of Art, Nova York.